# Crudia tenuipes
Crudia tenuipes är en ärtväxtart som beskrevs av Elmer Drew Merrill. Crudia tenuipes ingår i släktet Crudia, och familjen ärtväxter. Inga underarter finns listade i Catalogue of Life.